# Anton Reichenow
Anton Reichenow (1 d'agost de 1847 a Charlottenburg - 6 de juliol de 1941 a Hamburg) va ser un ornitòleg i herpetòleg alemany.
Reichenow era gendre de Jean Cabanis i va treballar al Museu d'Història Natural de Berlín des de 1874 fins a 1921. Va ser un expert en ocells africans, va fer una expedició col·leccionista a l'Àfrica occidental el 1872 i 1873, i va escriure Die Vögel. Àfrica (1900–05). També va ser un expert en lloros, descrivint totes les espècies conegudes aleshores al seu llibre Vogelbilder aus Fernen Zonen: Abbildungen und Beschreibungen der Papageien (il·lustrat per Gustav Mützel, 1839-1893). També va escriure Die Vögel der Bismarckinseln (1899). Va ser editor del Journal für Ornithologie de 1894 a 1921.
Una sèrie d'ocells reben el seu nom, com el picot de Reichenow o en altres llengües l'amarant del Txad, en francés amarante de Reichenow o anglés Reichenow's firefinch. El seu fill Eduard Reichenow va ser un famós protozoòleg.
Reichenow és conegut per la seva classificació dels ocells en sis grups, descrits com "ales curtes, nedadors, xanques, becspeluts, zigodàctils i ocells arboris". Aquest sistema no va ser adoptat per cap altre ornitòleg però s'utilitza en la Classificació Decimal de Dewey.
Reichenow també va treballar en el camp científic de l'herpetologia. Se li atribueix la descripció d'un nou gènere i dues noves espècies de granotes i dues noves espècies de sargantanes. Se'l commemora amb el nom científic d'una espècie d'escíncid, el Lacertaspis reichenowi.

## Abreviatura (zoologia)
L'abreviatura Reichenow s'empra per indicar Anton Reichenow com a autoritat en la descripció en taxonomia i zoologia.

## Altres edicions
- Beolens, Bo; Watkins, Michael (2003). Whose Bird? Men and Women Commemorated in the Common Names of Birds. London: Christopher Helm.
- Walters, Michael (2003). A Concise History of Ornithology. New Haven: Yale University Press. ISBN 0-300-09073-0.